# Saxetania beybienkoi
Saxetania beybienkoi är en insektsart som beskrevs av Stolyarov 1968. Saxetania beybienkoi ingår i släktet Saxetania och familjen Pamphagidae. Inga underarter finns listade i Catalogue of Life.